# Atheta nigrita
Atheta nigrita är en skalbaggsart som beskrevs av Adelbert Fenyes 1909. Atheta nigrita ingår i släktet Atheta och familjen kortvingar. Inga underarter finns listade i Catalogue of Life.